# Jochen Baumeister
Jochen Baumeister (* 21. September 1971 in Köln) ist ein deutscher Sportwissenschaftler.

## Leben
Nach der Promotion 2007 zum Dr. rer. medic. in Paderborn bei Michael Weiß und Heinz Liesen war er von 2013 bis 2014 Professor für Bewegungswissenschaft am Department of Neuroscience, Faculty of Medicine an der Technisch-Naturwissenschaftlichen Universität Norwegens. Seit 2018 ist er Professor für angewandte Trainingswissenschaft mit neurowissenschaftlichem Schwerpunkt am Department Sport & Gesundheit der Universität Paderborn.